# Ivy (film)
Ivy is een Amerikaanse misdaadfilm uit 1947 onder regie van Sam Wood. Destijds werd de film in Nederland uitgebracht onder de titel De duivel in de vrouw.

## Verhaal
De Britse Ivy Lexton is getrouwd met Jervis en ze heeft een affaire met Roger Gretorex. Wanneer ze kennismaakt met de rijke Miles Rushworth, laat ze meteen haar oog op hem vallen. Tot haar ontzetting is Miles echter niet geïnteresseerd in getrouwde vrouwen. Ze bekokstooft daarom een sluw plannetje om haar man te vergiftigen en de schuld in de schoenen van Roger te schuiven. Inspecteur Orpington wordt belast met het onderzoek naar het overlijden van Jervis.

## Rolverdeling
| Acteur           | Personage            |
| ---------------- | -------------------- |
| Joan Fontaine    | Ivy Lexton           |
| Patric Knowles   | Roger Gretorex       |
| Herbert Marshall | Miles Rushworth      |
| Richard Ney      | Jervis Lexton        |
| Cedric Hardwicke | Inspecteur Orpington |
| Lucile Watson    | Mevrouw Gretorex     |
| Sara Allgood     | Martha Huntley       |
| Henry Stephenson | Rechter              |
| Rosalind Ivan    | Emily                |
| Lilian Fontaine  | Lady Flora           |
| Molly Lamont     | Bella Crail          |
| Una O'Connor     | Mevrouw Thrawn       |
| Isobel Elsom     | Juffrouw Chattle     |
| Alan Napier      | Jonathan Wright      |